# جوزيبي دوسينا
جوزيبي دوسينا (بالإيطالية: GIUSEPPE DOSSENA)‏ من مواليد 1956 في كومو، إيطاليا. لاعب كرة قدم إيطالي وأحد المشاركين ضمن تشكيلة منتخب إيطاليا لكرة القدم الفائز ببطولة كأس العالم عام 1982 في إسبانيا، اعتزل مبكرا عام 1987 وبعد اعتزاله اتجه للتدريب وله عدة تجارب وخاصة في المنطقة العربية حيث سبق له تدريب منتخب ليبيا عام 2000.

## روابط خارجية
- جوزيبي دوسينا على موقع الاتحاد الدولي (مؤرشف)  (الإنجليزية)
- جوزيبي دوسينا على موقع الاتحاد الأوربي (الإنجليزية)
- جوزيبي دوسينا على موقع قاعدة بيانات كرة القدم.إي يو (الإنجليزية)
- جوزيبي دوسينا على موقع ناشيونال فوتبول تيمز (الإنجليزية)
- جوزيبي دوسينا على موقع Soccerway.com (الإنجليزية)
- جوزيبي دوسينا على موقع عالم كرة القدم.نت (الإنجليزية)
- جوزيبي دوسينا على موقع GSA (الإنجليزية)